# 恋に恋して (ホワイト・プレインズの曲)
「恋に恋して」（原題： My Baby Loves Lovin' ）は、英国のグループ、ホワイト・プレインズが1970年に発表したデビュー・シングル。セッション・シンガーのトニー・バロウズがリード・ボーカルを務めた一連のヒット曲のひとつ。

## 概要
本作品は1969年10月26日にレコーディングが行われたが、トニー・バロウズはそののちすぐにグループを脱けている。1970年1月9日、シングルA面曲として発売された。全英シングルチャートで9位を記録した。同年6月27日付のビルボード・Hot 100で13位を記録し、1970年の年間チャートの62位を記録した。
作詞作曲を担当したロジャー・クックとロジャー・グリーナウェイは、ザ・フォーチュンズの「ゴット・ユア・トラブル（You've Got Your Troubles）」やザ・ニュー・シーカーズの「愛するハーモニー（I'd Like to Teach the World to Sing）」（他2名との共作）、ホリーズの「喪服の女（Long Cool Woman in a Black Dress）」（アラン・クラークとの共作）などのヒット曲を書いたことでも知られる。